# Лох-Конн
Лох-Конн (ирл. Loch Con) — пресноводное озеро на западе Ирландии на территории графства Мейо. Соединяется с помощью вытекающей из водоёма реки Мой с озером Лох-Каллин и Атлантическим океаном.
Площадь поверхности — 57 км².
Озеро Лох-Конн известно тем, что является местом обитания и нереста большого количества форели, щук и лосося. Здесь весьма развита рыбалка.
Среди местных жителей существует легенда о происхождении озера. Согласно ей, у одного из героев кельтских мифов, Финна Мак Кумала было две собаки — Конн и Каллин. Однажды, на охоте Финн вышел на дикого кабана и собаки бросились вдогонку за зверем. От ударов ног кабана о землю каждый раз появлялась вода. Погоня продолжалась несколько дней, и к этому времени в лесу образовалось уже целое озеро. В итоге, Конн утонул, а кабан выплыл к берегу.